# Работные дома в России
- Смотрите так же другие значения аббревиатуры РД .

Работные (рабочие) дома в России изначально создавались с гибридным подходом — как часть системы исполнения наказаний, направленная на изоляцию и принуждение к труду преступников, и благотворительная деятельность по предоставлению работы нуждающимся.
Подход к работным домам в России несколько раз изменялся в сторону ужесточения и послабления.
Однако постепенно из них выделилась благотворительная ветвь учреждений, в которых нуждающимся предоставлялась работа, еда и кров, а страждущим предоставлялись относительно свободные условия проживания и добровольное участие в труде. Например, см. дома трудолюбия.

## История

### Ранняя история
Первые законодательные упоминания государственной политики в области общественного призрения относятся к XVI веку.
В «Судебнике», принятом при Иване IV Грозном в 1550 году устанавливались правила о том, что нищие должны жить при монастырях.
В пятой главе изданного проходившем в Москве с 23 февраля по 11 мая 1551 года церковном и земском соборе «Стоглаве» определяет содержание скитающимся по миру монахам и предлагает «изыскать» содержание на призрение бедных, больных и престарелых.
После пожара в Москве в 1676 году царь Фёдор III Алексеевич Романов оказал помощь погорельцам, строил дома для бедных и убогих, проявлял заботу о пленных.
Считается, что именно Фёдор Алексеевич положил начало регламентации нищенства.
В 1682 году, ссылаясь на опыт Англии, царь издал указ «О принудительной работе как средстве исправления нищенства», которым предусмотрел создание работных домов.
Однако конкретных поручений Указ не содержал и потому не был исполнен.
Именные Указы от 30 ноября 1691 года и 14 марта 1694 года, были направлены на задержание нищих, установление причин нищенства, разделение нищих по несчастью и притворяющихся.
Именно это являлось первыми попытками государства регулировать процессы общественного призрения, борьбы с нищенством на законодательном и исполнительном уровнях.

### Смирительные дома
Первая попытка перенять уже достаточно развитый на тот момент западный опыт по созданию в России принуждающих к труду учреждений сделана Петром I.
По Указу нищие объявлялись общественным злом и им запрещено было давать милостыню под страхом штрафа в 10 рублей, сам акт подаяния считался соучастием в преступлении, однако требовалось от чиновников решительных действий.
В регламенте главному магистрату (1721) император определил учредить смирительные дома для «содержания в постоянной работе людей непотребного и невоздержного жития».
Тем не менее заметного практического развития эти указания в то время не получили.

### Реформы Екатерины II
В полной мере опыт работных домов распространился на Россию в конце XVIII века стараниями Екатерины II.
Запретив в 1762 году нищим просить милостыню, государство со своей стороны предложило им работный дом в качестве средства выживания.
При этом, по задумке императрицы, работные дома должны были иметь как принудительную, так и добровольную форму.
12 августа 1775 году императрица Екатерина II выпустила указ, обязав московского обер-полицмейстера Архарова создать работный дом, куда следовало принудительно помещать «молодых ленивцев», получающих «пропитание работой»:
…как между тем оказывается, в здешнем городе множество молодых лет ленивцев, привыкших лучше праздно шататься, прося бесстыдно милостыню, нежели получать пропитание работою, то для таковых, дабы прекратить им средство к развратной праздности, учредить рабочие дома под ведомством здешней же полиции, заняв для сего состоящий за Сухаревой башней прежде Карантинный двор, в котором и содержать мужеского пола ленивцев, употребляя оных для пиления дикого камня на казенные и партикулярные строенья за надлежащую плату, а также и на другие работы, по усмотрению Вашему. Для таковых же женского пола занять упраздненный Андреевский монастырь, определить им прядильную работу, брав потребный материал из адмиралтейской конторы, а также и другие работы тому подобные, и всем, как мужеского, так и женского пола, производить на каждого человека кормовых денег три копейки. Для содержания потребных караулов при рабочих домах требовать от здешнего гарнизона пристойную команду.
В том же году «Учреждение о губерниях» поручает созданным Приказам общественного призрения устройство в каждой губернии работных домов для содержания неимущих в добровольном и принудительном порядке для прокормления: «…в оных домах дают работу, а по мере работы пищу, покров, одежду или деньги… принимаются совершенно убогие, кои работать могут и сами добровольно приходят…»
Первоначально в работный дом принудительно отправляли бродяг и просящих милостыню нищих.
Однако Указом Сената от 3 апреля 1781 года круг лиц, направлявшихся в работные дома, был расширен.
Этот Указ устанавливал три вида воровства: воровство-грабёж, воровство-мошенничество и воровство-кража. За кражу на сумму до 20 руб. предписывалось направлять в административном порядке в работные дома
Указом Сената от 31 января 1783 года было предписано открыть работные дома во всех губерниях и направлять туда «обличенных в краже, грабеже и мошенничестве»

### Первый московский работный дом
Первый московский работный дом размещался по двум адресам: мужское отделение в помещении бывшего Карантинного дома за Сухаревой башней, а женское — в упразднённом Андреевском монастыре на Воробьёвых горах.
До 1777 года московский работный дом управлялся лично Архаровым, а затем особым советом из членов медицинского и административного персонала Екатерининской больницы и богадельни.
Стоимость содержания заключённых относилась на заработанные ими средства, вознаграждение лиц, служивших при учреждении и прочие расходы — на специальные доходы полиции.
Тем не менее на содержание из казны выделялось по три копейки в день на человека.
В первом московском работном доме мужчины были заняты на тяжёлых физических работах — зимой заготавливали дрова и камень для государственных и частных построек, летом же работали на кирпичных заводах и на земляных работах, а женщины занимались прядильным делом на нужды Адмиралтейства.
Вслед за Москвой работные дома в России появились ещё в Красноярске и Иркутске (просуществовали до 1853 года).
В 1785 году московский работный дом объединили со смирительным домом для «буйных ленивцев», на базе которого в 1870 году возникла городская исправительная тюрьма «Матросская тишина».
Таким образом первый московский работный дом выродился в чистое пенитенциарное учреждение.

### Юсупов Работный дом
В первую половину XIX века в России ощущалась острая нехватка работных домов.
Особенно она была заметна в Москве и Санкт-Петербурге, куда в неурожайные годы в поиска работы и пропитания стекались массы страждущих.
В 1836 году на пожертвование купца Чижова[уточнить] у князя Юсупова[уточнить] купили для города его просторный «театральный» дом напротив Юсуповского дворца в Большом Харитоньевском переулке, № 24, которое с 1833 года было отдано внаймы правительству под приют для бедных.
На следующий — 1837 год в нём открылся московский городской работный дом.
Из-за истории своего происхождения он получил прозвище «Юсупов Работный дом».
В 1838 году был утверждён устав Московского комитета по разбору дел о просящих милостыню и в его ведение бы передан «Юсупов Работный дом» с целью предоставления заработка добровольно приходящим и принуждения к труду профессиональных нищих и праздношатающихся.
В том же году в нём устроили и освятили домовую церковь во имя Спаса Всемилостивого.
В 1839 году он окончательно перешёл в ведение города и стал работным домом.
Председатель попечительского комитета Нечаев, все члены комитета и служащие работного дома трудились без вознаграждения, делая собственные посильные вклады.
Число призреваемых доходило до 600 человек, в нём была открыта больница на 30 коек.
В это же время Г. Лопухин пожертвовал работному дому своё имение — село Тихвино Московской губернии Бронницкого уезда.
В 1877 при работном доме появилось детское отделение.
Несмотря на развитие до 1893 года «Юсупов Работный дом» влачил жалкое существование, так как фактически содержался на мизерные средства Комитета по делам нищих и пожертвования благотворителей, но они были столь скромные, что многие служащие работного дома работали бесплатно в пользу заведения.
В 1893 году Комитет по делам нищих был упразднён и работный дом перешёл в ведение только что созданного Московского городского общественного управления — теперь им занималось Городское присутствие по разбору и призрению нищих.
В 1895 для приюта и было выстроено двухэтажное здание на углу Малого Козловского переулка.

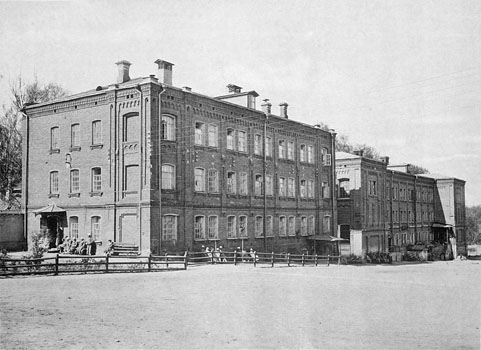
Сокольническое отделение работного дома и дома трудолюбия. Приют для хроников, больница, хлебопекарня и богадельня.

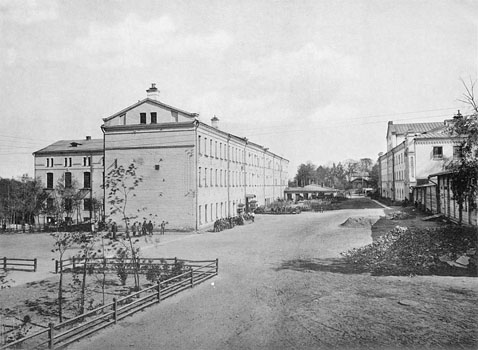
Сокольническое отделение работного дома и дома трудолюбия. Контора, мастерские и помещения для призреваемых.

Число работников возросло настолько, что уже в 1897 году при работном доме было открыто отделение в Сокольниках с собственной домовой церковью в честь Рождества Иоанна Предтечи, устроенной на средства благотворительницы О. А. Титовой. Тогда же была полностью поновлена и Спасская церковь, но её клир оставался малочисленным.
Несмотря на старания городской администрации повысить «престиж» заведения, в 1913 только 54 % постояльцев жили в нём добровольно — остальные отрабатывали принудительные работы.
«Юсупов Работный дом» в Большом Харитоньевском вместе со своей домовой Спасской церковью просуществовал до Октябрьской революции.

### Уложение о наказаниях уголовных и исправительных (Реформы Николая I)
При Николае I делались попытки объединить общественную и государственную деятельность по призрению нищих под единоначалием последнего.
Одной из первых инициатив в этой области стало создание в 1834 году под попечительством императора «Комитета о просящих милостыню».
Комитет должен был разделить всех нищих на четыре категории: больные, здоровые, но не имеющие работы, по лености и случайные и временные нищие.
Ко всем категориям применялся собственный подход.
В частности нищие по лености должны были подлежать исправлению в работных домах.
Всем остальным категориям оказывалась материальная и медицинская помощь, а также содействие в поиске работы.
15 августа 1846 года Николай I подписал Уложение о наказаниях уголовных и исправительных — первый уголовный кодекс в истории России.
Составители уложения о наказаниях определили «рабочий дом» как наказание, соответствующее для неизъятых от телесных наказаний ссылке на поселение в отдалённые, кроме сибирских, губернии.
Заключение в рабочем доме сопровождалось лишением всех особых прав и преимуществ и назначалось на время от 2 месяцев до 2 лет, будучи разделено на 4 степени.
Заключённые разделялись по полу и возрасту; возрастных отделений было три, из которых каждое делилось на два разряда — низший и высший. Заключённые высшего разряда назначались на менее тяжкие работы и при освобождении получали ⅓ своего заработка. В низший разряд зачислялись рецидивисты; они могли быть перемещаемы в высший разряд лишь по истечении 4 месяцев со дня поступления.
Учреждением рабочих и смирительных домов наряду с тюрьмой, арестантскими ротами, арестными домами и пр., уложение имело в виду достигнуть согласования характера каждого наказания не только с тяжестью, но и с свойствами преступного деяния — согласования, правильного в принципе, но трудноосуществимого на практике.
Всё созданное законом разнообразие мест заключения на практике, по выражению Николая Таганцева, сводилось «к полнейшему однообразию — один и тот же острог являлся, смотря по требованию, и тюрьмою, и рабочим, и смирительным домом».
Заключение в рабочие дома было бессрочным, и увольнение из них было возможно, если человек доказал своё трудолюбие, либо заработал достаточно денег для самостоятельной жизни.
Эта попытка решить проблему нищенства централизованно, силами чиновников в очередной раз потерпела неудачу.
По свидетельству А. Бахтиярова, в реальности «рабочие дома представляли собой клоаки, где никто не работал и царило пьянство».
Более того, в 1861 году рабочие дома вошли в противоречие с предоставлением вольности крестьянству.
Всё это привело к сокращению принудительного содержания в работных домах до одного месяца и фактически к упразднению контроля за нищенством со стороны государства.
Это вновь дало дорогу развитию частных инициатив в области работных домов, как по созданию более жизнеспособных поддерживаемых обществом и частным капиталом форм подобных заведений, так и по применению этих подходов к существовавшим на тот момент старым.

### Общество поощрения трудолюбия и Рукавишниковский приют

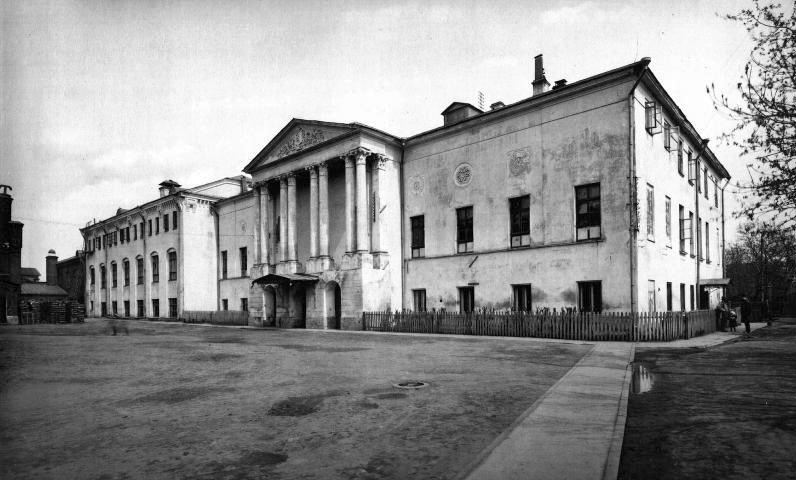
Здание Рукавишниковского приюта в 1913 году

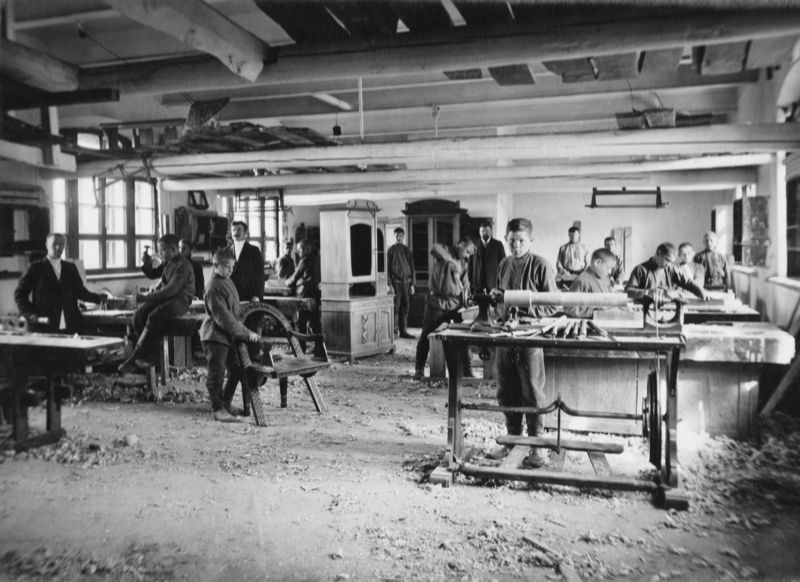
Плотницкая мастерская Рукавишниковского приюта

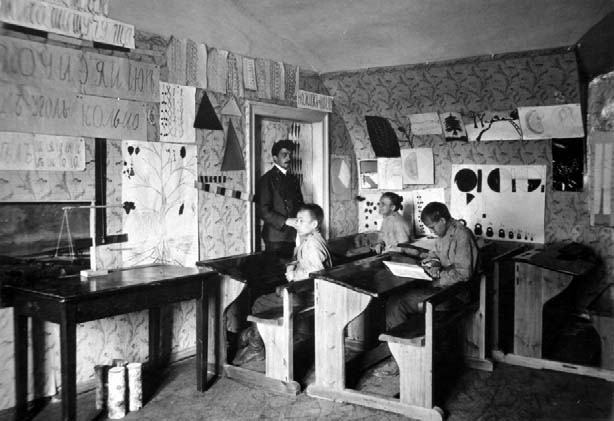
Школа Рукавишниковского приюта

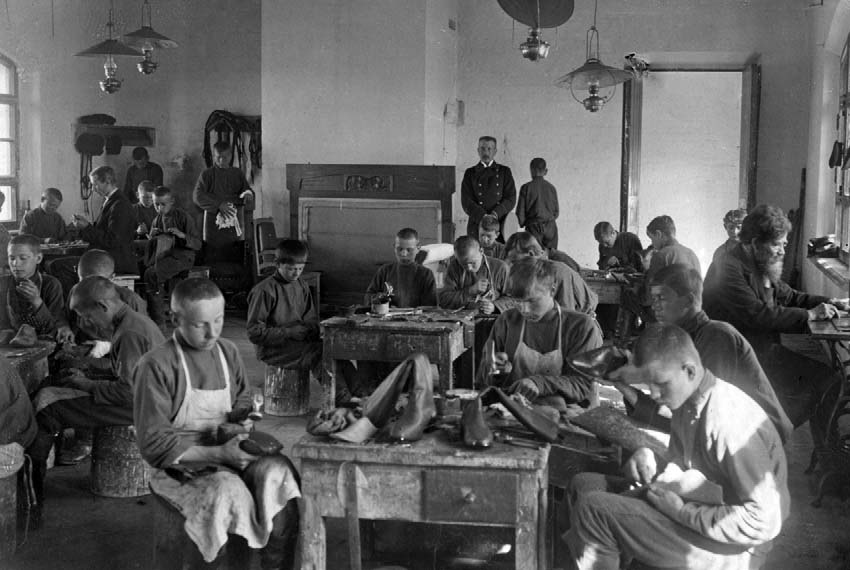
Сапожная мастерская Рукавишниковского приюта

В 1865 году утверждается устав «Общества поощрения трудолюбия», учредителями которого были Александра Стрекалову, С. Д. Мертваго, Е. Г. Торлецкая, С. С. Стрекалов, С. П. Яковлев, П. М. Хрущов.
Председательницей выбрали Александру Стрекалову (урождённая княжна Касаткина-Ростовская; 1821—1904).
С 1868 года Общество поощрения трудолюбия вошло в Ведомство Императорского Человеколюбивого общества.
Впоследствии «Общества поощрения трудолюбия» реорганизовалось в первый в России исправительно-воспитательный детский приют, директором которого стал Николай Рукавишников.
Николай Рукавишников умер 8 августа 1875 года, после простуды, которую он получил, сопровождая своих воспитанников на прогулку на Воробьёвы горы. Был похоронен в Новодевичьем монастыре.
Осиротевший приют начал стремительно приходить в упадок. Чтобы не дать погибнуть делу всей жизни Николая Васильевича, его братья — Иван и Константин Рукавишниковы ходатайствовали о передаче приюта Московскому общественному управлению.
В сентябре 1878 года приют стал городским учреждением. Братья пожертвовали 120 тысяч рублей на покупку приютом собственного дома (заветная мечта Николая Васильевича) и 30 тысяч рублей на строительство церкви. Был приобретён трёхэтажный особняк на Смоленско-Сенной площади.
В декабре 1873 года по ходатайству Общества распространения полезных книг с «высочайшего соизволения» императора Александра II приют стал называться Рукавишниковским.
Согласно отчету в 1897 году в Рукавишниковском приюте обучались ремёслам 110 воспитанников.
На тот момент при нём было открыто восемь мастерских: переплетная, футлярная, малярная, портняжная, сапожная, токарная, столярная, кузнечная и слесарная.
У воспитанников был собственный оркестр.
При выходе из приюта 18-летних юношей снабжали денежными пособиями, инструментом и одеждой.
В течение трёх лет с ними поддерживалась связь, и если все шло благополучно, они получали необходимый капитал для открытия своего дела.
Не более 10 % выпускников Рукавишниковского приюта возвращались к прежней жизни, тогда как по данным Министерства юстиции 96 % детей, которые содержались в тюрьмах, вновь попадали на скамью подсудимых.
Рукавишниковский приют просуществовал до 1920 года.

### Дома трудолюбия Иоанна Кронштадтского
10 октября 1882 года настоятелем Андреевского собора отцом Иоанном и лютеранином бароном Отто Буксгевденом был открыт Дом трудолюбия в Кронштадте, ставший одним из наиболее ярких примеров, изменивших подход к подобным заведениям в России, фактически приведших к распространению новой практики по всей стране в форме домов трудолюбия.

### «Муравей» и «Московский муравейник»
23 декабря 1892 года было открыто общество «Муравей» (Фурштатская улица, 20), организованное с участием барона Буксгевдена по примеру французского «Societe des fourmis» и учреждённое 5 декабря 1891 года.
Первоначально общество сосредоточилось на благотворительности традиционным средствами.
Так в соответствии с последней редакцией устава, утвержденной 31 марта 1911, ставило целью «1). Доставлять бедным детям на зиму теплое платье и обувь; 2). Доставлять работу бедным женщинам и 3). Оказывать призрение и воспитание детям до 12-летнего возраста».
Однако через некоторое время «Муравей» перешёл от безвозмездной помощи к традиционной для социального предпринимательства практике — активному вовлечению опекаемых к изменению своей судьбы; также традиционным стал выбор основной цели воздействия — женщины, позаботившись о которых можно было помочь их детям.
В июне 1910 года «Муравьём» был основан работный дом для бедных женщин на Петербургской стороне (заведующая — Е. П. Осипова), а в феврале 1911 года на Зверинской ул., 17 общество открыло мастерскую дамских нарядов, к работе в которой были привлечены некоторые девочки из убежища.
Общество прекратило деятельность в конце 1917 года.
В 1893 году Александра Стрекалова, последовав примеру северной столицы, учредила благотворительное общество «Московский муравейник», целью которого было оказание помощи беднейшим женщинам путём предоставления им работы.
Члены «Муравейника» — «муравьи» — вносили в кассу не менее 1 рубля и в течение года должны были за свой счет изготовить не менее двух предметов одежды.
Название «мураши» со временем закрепилось за работницами мастерских «Муравейника».

### Дома трудолюбия
После «Общества поощрения трудолюбия», Дома трудолюбия Иоанна Кронштадтского и «Московского муравейника» словосочетание «работный дом» для описания «трудовой благотворительности» в России стало выходить из обращения и ему на смену прошло понятие «дом трудолюбия».

### Октябрьская революция
Октябрьская революция привела к прерыванию истории развития работных домов в России, при этом полностью уничтожив частную инициативу в этой области.
Пришедшая к власти группа переложила всю ответственность за социальную политику на плечи государства.

### СССР
В целом в СССР социальная функция осуществлялась довольно активно и успешно, особенно в таких аспектах, как право на труд, право на медицинскую помощь, право на пенсионное обеспечение и т. д.
В СССР при всеобщей официальной занятости трудоспособного населения во второй половине XX века существовала практика привлечения к судебной ответственности за тунеядство, наступавшая в тех случаях, когда гражданин не был официально оформлен на какую-либо работу с записью в трудовой книжке о приёме на должность. Так был осуждён к ссылке в Архангельскую область молодой ленинградский поэт Иосиф Бродский, и его право считаться профессиональным литератором оспаривалось в суде, так как он не имел литературного образования.
Государство было почти  единственным работодателем и следило, чтобы при смене места работы трудовой стаж не прерывался больше, чем на месяц, то есть новое место работы должно было быть указано в трудовой книжке не позже чем через месяц после увольнения со старого, что проверялось отделами кадров предприятий, а в случае необходимости - милицией (например, службой участковых уполномоченных органов внутренних дел по месту жительства правонарушителя)
В случае большего перерыва в трудовом стаже при отсутствии уважительной причины (больничного листа) уменьшались и процент от зарплаты для расчета выплат по временной нетрудоспособности, и пенсионные начисления.
Трудоспособный человек был обязан после увольнения либо самостоятельно устроиться на новую работу (что для обычного человека было не слишком трудно, так как предприятия у своих проходных вывешивали вакансии и не закрывались), либо обратиться в районное Бюро по трудоустройству населения.
К исправительным работам на стройках народного хозяйства СССР приговаривались и другие правонарушители, а трудовую повинность несли и "пятнадцатисуточники" - лица, получившие наказание в виде задержания на 15 суток, например, за хулиганство. 
Для борьбы с алкоголизмом какое-то время существовала система привлечения через суд к принудительному труду и медицинской реабилитации лиц, злоупотребляющих алкоголизмом и склонных к правонарушениям - ЛТП, лечебно-трудовые профилактории закрытого типа.
Особый статус приобретала социальная защита детей, так как в социалистическом обществе о воспитании и содержании детей должны заботиться не отдельные родители, а всё общество в целом.

## В постсоветской России
С распадом СССР и переходом к капитализму занятость трудоспособного населения перестала быть обязательной (исчезла статья о наказании за тунеядство) и гарантированной государством, хотя власти регионов имеют в своем составе комитеты по труду и занятости населения, руководящие местными подразделениями государственной службы занятости. Эта служба собирает информацию о вакансиях и бесплатно предоставляет её гражданам. Если гражданину трудоспособного возраста не удается подобрать вакансию в соответствии с его имеющейся квалификацией, он может быть направлен службой занятости на бесплатное для него переобучение по одной из востребованных специальностей для последующего трудоустройства. На время нахождения на учёте в государственной службе занятости лицо, признанное безработным, ищущим работу и готовым к ней приступить, имеет право на получение пособия по безработице и стипендии на время переобучения. Существуют и негосударственные организации по подбору персонала, часть из которых берет плату только с работодателей, а другие и с соискателей вакансий, и некоторые такие фирмы оказываются мошенническими, заключая договоры на информационное обслуживание, не гарантируя реальных вакансий за действительно уплаченные им деньги.

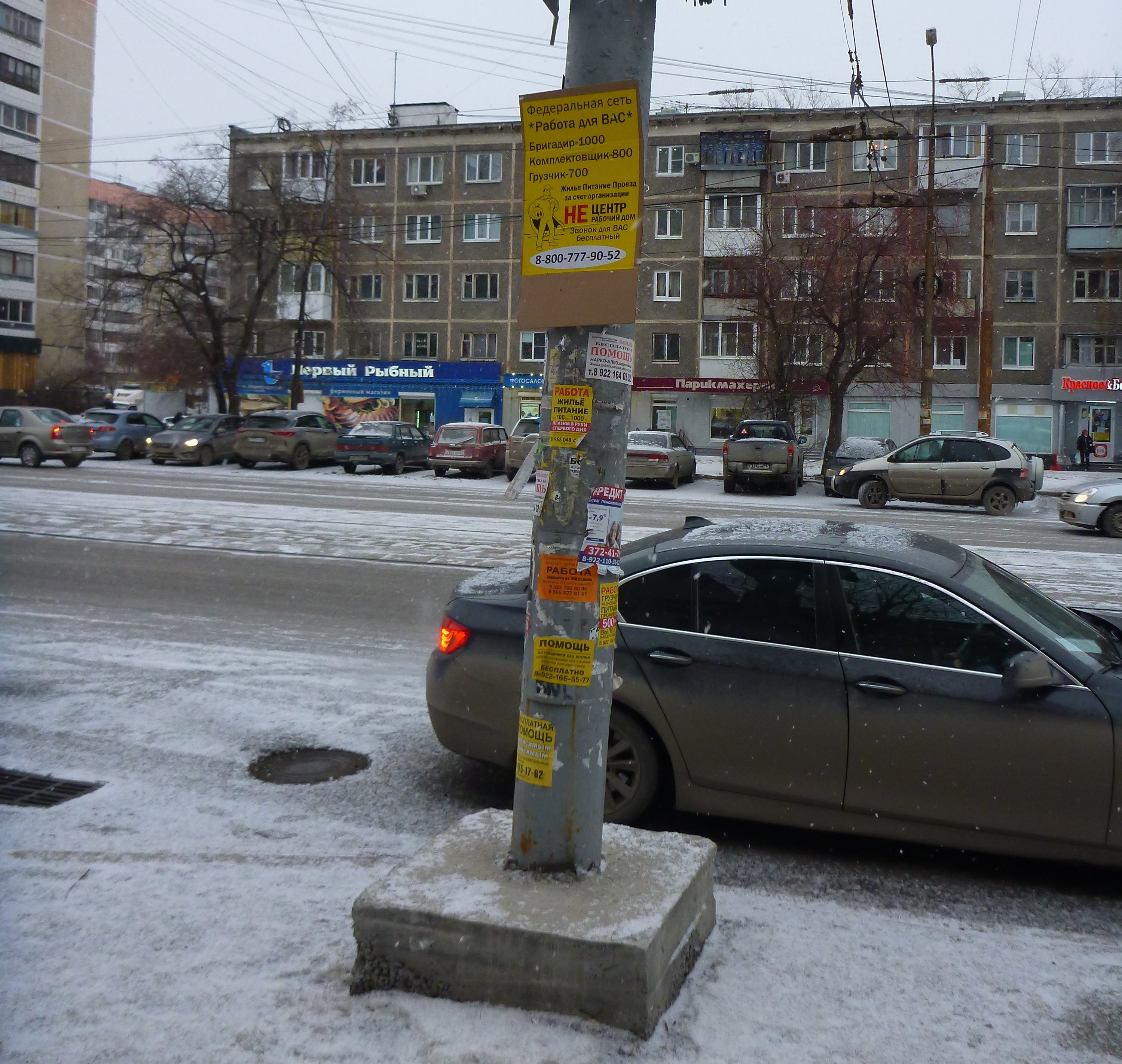
Объявление о найме на работу в Екатеринбурге, в котором подчеркнуто, что это не «рабочий дом», 2021 год

В крупных российских городах (например, в Санкт-Петербурге) на улицах можно встретить объявления от организаций с названиями «Рабочий дом», «Восстановительный центр», «Тёплый дом» (в Крыму) и тому подобных, приглашающих граждан России, а иногда и других стран СНГ на работу с проживанием и регулярными выплатами. В прессе были сообщения о том, что такие фирмы, привлекая людей, оказавшихся в трудной жизненной ситуации, практикуют в их отношении фактически современную форму рабства (отнимают документы, не дают свободы перемещения, лишают заработка, произвольно наказывают). Такие случаи действительно были, но это случаи криминального характера.
Иногда в РД берут и местных жителей, которые по разным причинам не находят себе работу самостоятельно, но при этом живут дома вблизи, а и иногда и в самих крупных городах. Поскольку они не занимают мест в РД, их зарплата порой в 3 раза больше чем у казармистов рабочего дома. Это объясняется тем, что они, не занимая койко-мест в РД, выполняют ту же работу, при этом не готовы работать за 30—40 % от полноразмерной зарплаты, но за 80—90 % готовы вполне.

### Кому выгодно работать в РД
- Лица, оставшиеся без жилья очень часто оказываются в РД, поскольку в них нормальные условия для жизни.
- Лица, приехавшие в другие города на вахту раньше времени, могут там спокойно пережить оставшееся время до её начала.
- Граждане, имеющие тяжёлые семейные конфликты.
- Жертвы работодательских обманов и задержек зарплат, находящиеся вдали от дома.

### Как выглядит современный Российский РД
Современный Российский РД находится либо в арендованной квартире с тремя или более комнатами, либо в отдельном отапливаемом доме. В одной из комнат дежурят диспетчера, задача которых поиск работы для сотрудников, остальные комнаты заняты кроватями для самих сотрудников, то есть фактически казармы. Условия там как правило нормальные. На кухне как правило дежурит практически круглосуточно не менее двух женщин поваров, которые выполняют все внутренние работы по дому. Средняя вместимость рабочего дома составляет около 25 человек, но есть и более крупные РД, по данным самих сотрудников РД в СПБ существует РД-рекордсмен с вместимостью более чем в 100 человек, находящийся в арендованной коммуналке около метро Технологический Институт.

### Правовой статус
- В первом случае РД регистрируется через ИП, в других случаях создатели РД оформляются как самозанятые. Так же иногда регистрируются как НКО, но чаще всего РД вообще никак не зарегистрированы и работают неофициально.

### Приблизительное количество РД в разных субъектах РФ
- ГФЗ Москва : Между 500 и 600 .
- Московская область: Около 500 .
- ГФЗ Санкт-Петербург: Около 250
- Свердловская область: Около 150
- Башкортостан: Около 120
- Краснодарский край: Около 200
- Татарстан : Около 150 .
- Новосибирская область: около 100
- ХМАО : Не менее 50 .
- ЯНАО : Приблизительно 30 .
- Калининградская область : Около 20.
- Приморский край: Около 20.
- Нижегородская область: Около 70.
- Челябинская область : Около 100
- Кемеровская область: Около 60 .
- Ленинградская область : Около 70 .

### Поговорки об РД
```
 
<<И оденут и обуют и тарелку мыть не надо,

 
Недостаток есть один: Очень скромная зарплата.
>>
```